# Lodeho parametr
Lodeho parametr je označení používané pro dvojici parametrů, z nichž jeden charakterizuje velikost prostředního hlavního napětí působícího v bodě tělesa, pokud je známá velikost největšího a nejmenšího hlavního napětí, a druhý charakterizuje velikost prostřední hlavní rychlosti plastické deformace, pokud je známá velikost největší a nejmenší hlavní rychlosti plastické deformace. Parametry se využívají v teorii plasticity při popisu chování izotropních materiálů. Parametr je nazván podle Waltera Lodeho, který v letech 1925 a 1926 publikoval články, v nichž tyto dva parametry použil.

## Definice
Lode vycházel z Mohrova kritéria mezního stavu pružnosti, když pro vyjádření středního hlavního napětí zvolil lineární kombinaci největšího smykového napětí, {\displaystyle \tau _{\max }}, a normálového napětí působícího ve stejné rovině, jako největší smykové napětí, {\displaystyle \sigma _{\tau _{\max }}}, ve tvaru
| {\displaystyle \sigma _{2}=\sigma _{\tau _{\max }}+\mu \cdot \tau _{\max }={\frac {\sigma _{1}+\sigma _{3}}{2}}+\mu \cdot {\frac {\sigma _{1}-\sigma _{3}}{2}}\,,} | \| \| \| \| \| \| \| \| | (1) |
| |                         |     |
| |                         |     |

kde {\displaystyle \sigma _{1}\geq \sigma _{2}\geq \sigma _{3}} jsou velikosti hlavních napětí a {\displaystyle \mu } je Lodeho (napěťový) parameter.

Lodeho parametr lze tedy vyjádřit vztahem
{\displaystyle \mu ={\frac {2\sigma _{2}-\sigma _{1}-\sigma _{3}}{\sigma _{1}-\sigma _{3}}}\,.}
Parametr může nabývat hodnot z intervalu {\displaystyle \langle -1,1\rangle }, přičemž platí, že
- když {\displaystyle \mu =-1}, pak {\displaystyle \sigma _{2}=\sigma _{3}\,,}
- a když {\displaystyle \mu =1}, pak {\displaystyle \sigma _{2}=\sigma _{1}\,.}

Podobným způsobem je definován i Lodeho parametr pro rychlost plastické deformace:
{\displaystyle \nu ={\frac {2{\dot {\varepsilon }}_{\mathrm {p} ,2}-{\dot {\varepsilon }}_{\mathrm {p} ,1}-{\dot {\varepsilon }}_{\mathrm {p} ,3}}{{\dot {\varepsilon }}_{\mathrm {p} ,1}-{\dot {\varepsilon }}_{\mathrm {p} ,3}}}\,,}
kde {\displaystyle {\dot {\varepsilon }}_{\mathrm {p} ,1}\geq {\dot {\varepsilon }}_{\mathrm {p} ,2}\geq {\dot {\varepsilon }}_{\mathrm {p} ,3}} jsou hlavní rychlosti plastické deformace. Lode také použil integrální variantu tohoto parametru:
{\displaystyle {\overline {\nu }}={\frac {2\varepsilon _{\mathrm {p} ,2}-\varepsilon _{\mathrm {p} ,1}-\varepsilon _{\mathrm {p} ,3}}{\varepsilon _{\mathrm {p} ,1}-\varepsilon _{\mathrm {p} ,3}}}\,,}
kde {\displaystyle \varepsilon _{\mathrm {p} ,1}\geq \varepsilon _{\mathrm {p} ,2}\geq \varepsilon _{\mathrm {p} ,3}} jsou velikosti hlavních plastických přetvoření.

## Geometrická interpretace
V Haighově prostoru hlavních napětí, což je trojrozměrný kartézský prostor, jehož souřadnice představují velikost hlavních napětí, je možné vyjádřit polohu bodu přímo hodnoty hlavních napětí, ale pro potřeby teorie plasticity může být vhodnější použít válcový souřadný systém, jehož osy jsou definovány pomocí trojice navzájem kolmých jednotkových vektorů:
- {\displaystyle \mathbf {n_{\mathrm {h} }} ={\frac {1}{\sqrt {3}}}(1,1,1)}, který představuje směr osy hydrostatického napětí {\displaystyle \sigma _{1}=\sigma _{2}=\sigma _{3}},
- {\displaystyle \mathbf {n_{\tau }} ={\frac {1}{\sqrt {2}}}(1,0,-1)}, který představuje směr osy smykové napjatosti, tj. osy {\displaystyle \sigma _{1}=-\sigma _{3}} ležící v deviátorové rovině {\displaystyle \sigma _{1}+\sigma _{2}+\sigma _{3}=0},
- {\displaystyle \mathbf {n_{s_{2}}} ={\frac {1}{\sqrt {6}}}(-1,2,-1)}, který představuje směr osy ležící v deviátorové rovině a která je kolmá na obě výše popsané osy. Jedná se o kolmý průmět osy středního hlavního napětí, {\displaystyle \sigma _{2}}, do deviátorové roviny.

Lodeho (napěťový) parametr je spjat s popisem charakteru napjatosti v tomto válcovém souřadném systému.

### Hydrostatické a deviátorové napětí

Zobrazení vektoru hlavních napětí v Haighově prostoru a jeho rozklad na deviátorovou a hydrostatickou složku.

Průmět vektoru hlavních napětí {\displaystyle \mathrm {\sigma } =(\sigma _{1},\sigma _{2},\sigma _{3})}, tj. polohového vektoru spojující bod v Haighově prostoru s počátkem souřadnic, do směru hydrostatické osy, která je osou válcového souřadného systému, je vektor
{\displaystyle \rho ={\frac {\sigma _{1}+\sigma _{2}+\sigma _{3}}{3}}(1,1,1)=\mathbf {\sigma _{\mathrm {h} }} (1,1,1)={\frac {\mathrm {I} _{1}}{3}}(1,1,1)={\frac {\mathrm {I} _{1}}{\sqrt {3}}}\mathbf {n_{\mathrm {h} }} \,,}
kde {\displaystyle \mathbf {\sigma _{\mathrm {h} }} } je hydrostatické napětí a {\displaystyle \mathrm {I} _{1}} je první invariant tenzoru napětí (tj. jeho hodnota nezávisí na orientaci vztažného souřadného systému):
{\displaystyle \mathrm {I} _{1}=\sigma _{1}+\sigma _{2}+\sigma _{3}\,.}

Průmět vektoru hlavních napětí {\displaystyle \mathrm {\sigma } =(\sigma _{1},\sigma _{2},\sigma _{3})} do deviátorové roviny je vektor deviátorového napětí
{\displaystyle \mathbf {s} =(\sigma _{1}-\sigma _{\mathrm {h} },\sigma _{2}-\sigma _{\mathrm {h} },\sigma _{3}-\sigma _{\mathrm {h} })=(s_{1},s_{2},s_{3})\,,}
kde {\displaystyle s_{1}}, {\displaystyle s_{2}}, {\displaystyle s_{3}} jsou hlavní deviátorová napětí, pro která platí
{\displaystyle s_{1}+s_{2}+s_{3}=\sigma _{1}+\sigma _{2}+\sigma _{3}-3\cdot \sigma _{\mathrm {h} }=0\,.}
Velikost průmětu vektoru hlavních napětí do deviátorové roviny, tj. deviátorového napětí, je
{\displaystyle \|\mathbf {s} \|={\frac {1}{\sqrt {3}}}\cdot {\sqrt {\left(\sigma _{1}-\sigma _{2}\right)^{2}+\left(\sigma _{2}-\sigma _{3}\right)^{2}+\left(\sigma _{1}-\sigma _{3}\right)^{2}}}={\sqrt {2\mathrm {J} _{2}}}\,,}
kde {\displaystyle \mathrm {J} _{2}} je druhý invariant deviátoru tenzoru napětí:
{\displaystyle \mathrm {J} _{2}=-s_{1}s_{2}-s_{2}s_{3}-s_{1}s_{3}={\frac {1}{2}}\cdot (s_{1}^{2}+s_{2}^{2}+s_{3}^{2})\,.}

### Lodeho úhel

Popis orientace vektoru deviátorového napětí v deviátorové rovině pomocí Lodeho úhlu. Podle, užita odlišná definice Lodeho úhlu.

Lodeho parametr popisuje orientaci vektoru deviátorového napětí vzhledem k ose {\displaystyle \sigma _{1}=-\sigma _{3}} v deviátorové rovině. Úhel, který vektor deviátorového napětí svírá s touto osou, se nazývá Lodeho úhel. Tangens Lodeho úhlu lze vyjádřit pomocí velikosti průmětů vektoru deviátorového napětí (a rovněž vektoru hlavních napětí) do směru vektorů {\displaystyle \mathbf {n_{\tau }} } a {\displaystyle \mathbf {n_{s_{2}}} }:
{\displaystyle {\begin{aligned}\tan \theta &={\cfrac {\cfrac {2\cdot s_{2}-s_{1}-s_{3}}{\sqrt {6}}}{\cfrac {s_{1}-s_{3}}{\sqrt {2}}}}={\cfrac {{\sqrt {\cfrac {3}{2}}}\cdot s_{2}}{\cfrac {{\sqrt {\cfrac {3}{2}}}\cdot s_{1}-{\sqrt {\cfrac {3}{2}}}\cdot s_{3}}{\sqrt {3}}}}={\sqrt {3}}\cdot {\cfrac {s_{2}}{s_{1}-s_{3}}}\\&={\cfrac {\cfrac {2\cdot \sigma _{2}-\sigma _{1}-\sigma _{3}}{\sqrt {6}}}{\cfrac {\sigma _{1}-\sigma _{3}}{\sqrt {2}}}}={\cfrac {1}{\sqrt {3}}}\cdot {\cfrac {2\cdot \sigma _{2}-\sigma _{1}-\sigma _{3}}{\sigma _{1}-\sigma _{3}}}={\cfrac {1}{\sqrt {3}}}\cdot \mu \,,\end{aligned}}}
přičemž {\displaystyle \theta \in \left\langle -{\tfrac {\pi }{6}},{\tfrac {\pi }{6}}\right\rangle }, neboť musí platit {\displaystyle \sigma _{1}\geq \sigma _{2}\geq \sigma _{3}\,.}

Pro Lodeho úhel {\displaystyle \theta } platí
{\displaystyle \sin \theta ={\frac {\sqrt {3}}{2}}\cdot {\frac {s_{2}}{\sqrt {\mathrm {J} _{2}}}}\,,}
{\displaystyle \sin(3\theta )=3\sin \theta -4\sin ^{3}\theta =-{\frac {3{\sqrt {3}}}{2}}\cdot {\frac {\mathrm {J} _{3}}{\mathrm {J} _{2}^{\frac {3}{2}}}}\,,}
kde {\displaystyle \mathrm {J} _{3}=s_{1}s_{2}s_{3}} je třetí invariant deviátoru tenzoru napětí. Výše uvedený vztah byl poprvé publikován v roce 1972.

Dále platí
{\displaystyle \sin(3\theta )=-{\frac {27}{2}}\cdot {\frac {\mathrm {J} _{3}}{(3\mathrm {J} _{2})^{\frac {3}{2}}}}=-{\frac {27}{2}}\cdot {\frac {\mathrm {J} _{3}}{\sigma _{\mathrm {vM} }^{3}}}\,,}
kde {\displaystyle \sigma _{\mathrm {vM} }} je redukované napětí podle von Misese:
{\displaystyle \sigma _{\mathrm {vM} }={\sqrt {3\mathrm {J} _{2}}}={\frac {1}{\sqrt {2}}}\cdot {\sqrt {\left(\sigma _{1}-\sigma _{2}\right)^{2}+\left(\sigma _{2}-\sigma _{3}\right)^{2}+\left(\sigma _{1}-\sigma _{3}\right)^{2}}}\,.}

Hlavní napětí pak lze vyjádřit pomocí vztahu
| {\displaystyle {\begin{bmatrix}\sigma _{1}\\\sigma _{2}\\\sigma _{3}\end{bmatrix}}=\sigma _{\mathrm {h} }{\begin{bmatrix}1\\1\\1\end{bmatrix}}+{\sqrt {\frac {2}{3}}}\cdot \\|\mathbf {s} \\|~{\begin{bmatrix}\sin \left(\theta +{\frac {2\pi }{3}}\right)\\\sin \theta \\\sin \left(\theta -{\frac {2\pi }{3}}\right)\end{bmatrix}}=\sigma _{\mathrm {h} }{\begin{bmatrix}1\\1\\1\end{bmatrix}}+{\frac {2}{3}}\cdot \sigma _{\mathrm {vM} }~{\begin{bmatrix}\sin \left(\theta +{\frac {2\pi }{3}}\right)\\\sin \theta \\\sin \left(\theta -{\frac {2\pi }{3}}\right)\end{bmatrix}}={\frac {\mathrm {I} _{1}}{3}}{\begin{bmatrix}1\\1\\1\end{bmatrix}}+{\frac {2}{\sqrt {3}}}\cdot {\sqrt {\mathrm {J} _{2}}}~{\begin{bmatrix}\sin \left(\theta +{\frac {2\pi }{3}}\right)\\\sin \theta \\\sin \left(\theta -{\frac {2\pi }{3}}\right)\end{bmatrix}}\,.} | \| \| \| \| \| \| \| \| | (2) |
| |                         |     |
| |                         |     |

### Lodeho úhel v Mohrově diagramu

Lodeho úhel a Lodeho parametr v Mohrově diagramu.

Lodeho úhel lze rovněž zobrazit v Mohrově diagramu pro napětí. K tomu je potřeba sestrojit rovnostranný trojúhelník nad průměrem největší Mohrovy kružnice, daným body {\displaystyle [\sigma _{1},0]} a {\displaystyle [\sigma _{3},0]}, a spojit bod reprezentující v Mohrově diagramu prostřední hlavní napětí, {\displaystyle [\sigma _{2},0]}, s protilehlým vrcholem trojúhelníka, {\displaystyle \left[{\tfrac {\sigma _{1}+\sigma _{3}}{2}},{\tfrac {\sigma _{1}-\sigma _{3}}{2}}\cot 30^{\circ }\right]}. Vzniklá úsečka svírá s přilehlou výškou trojúhelníka, spuštěnou na osu úseček, úhel {\displaystyle \theta } - Lodeho úhel.
Vzhledem k tomu, že Lodeho parametr udává poměrnou vzdálenost mezi středem největší Mohrovy kružnice {\displaystyle \left[{\tfrac {\sigma _{1}+\sigma _{3}}{2}},0\right]} a bodem představujícím střední hlavní napětí {\displaystyle [\sigma _{2},0]} (viz 1), a vzhledem k tomu, že bod představující hydrostatické napětí {\displaystyle \sigma _{\mathrm {h} }} leží ve třetině vzdálenosti mezi středem největší Mohrovy kružnice a bodem představujícím střední hlavní napětí, pro hlavní deviátorová napětí platí vztah
{\displaystyle {\begin{aligned}{\begin{bmatrix}s_{1}\\s_{2}\\s_{3}\end{bmatrix}}&=\tau _{\mathrm {max} }{\begin{bmatrix}1-{\cfrac {\mu }{3}}\\{\cfrac {2\mu }{3}}\\-1-{\cfrac {\mu }{3}}\end{bmatrix}}={\cfrac {\sigma _{\mathrm {vM} }}{\sqrt {3}}}\cdot \cos \theta {\begin{bmatrix}1-{\cfrac {\tan \theta }{\sqrt {3}}}\\{\cfrac {2\tan \theta }{\sqrt {3}}}\\-1-{\cfrac {\tan \theta }{\sqrt {3}}}\end{bmatrix}}\\&={\cfrac {2}{3}}\cdot \sigma _{\mathrm {vM} }{\begin{bmatrix}{\cfrac {\sqrt {3}}{2}}\cdot \cos \theta -{\cfrac {1}{2}}\cdot \sin \theta \\\sin \theta \\-{\cfrac {\sqrt {3}}{2}}\cdot \cos \theta -{\cfrac {1}{2}}\cdot \sin \theta \end{bmatrix}}={\cfrac {2}{3}}\cdot \sigma _{\mathrm {vM} }{\begin{bmatrix}\sin \left({\frac {2\pi }{3}}+\theta \right)\\\sin \theta \\\sin \left(-{\frac {2\pi }{3}}+\theta \right)\end{bmatrix}}\,.\end{aligned}}}
Pro hlavní napětí pak platí
{\displaystyle {\begin{aligned}{\begin{bmatrix}\sigma _{1}\\\sigma _{2}\\\sigma _{3}\end{bmatrix}}&={\cfrac {\sigma _{1}+\sigma _{2}+\sigma _{3}}{3}}{\begin{bmatrix}1\\1\\1\end{bmatrix}}+{\begin{bmatrix}s_{1}\\s_{2}\\s_{3}\end{bmatrix}}=\sigma _{\mathrm {h} }{\begin{bmatrix}1\\1\\1\end{bmatrix}}+{\cfrac {2}{3}}\cdot \sigma _{\mathrm {vM} }{\begin{bmatrix}\sin \left({\frac {2\pi }{3}}+\theta \right)\\\sin \theta \\\sin \left(-{\frac {2\pi }{3}}+\theta \right)\end{bmatrix}}\end{aligned}}\,,}
což je vztah totožný se vztahem (2).

## Alternativní definice
Původní definiční vztah Lodeho parametru může mít různou podobu, podle kontextu, kde je použit:
{\displaystyle \mu ={\frac {2\sigma _{2}-\sigma _{1}-\sigma _{3}}{\sigma _{1}-\sigma _{3}}}=2\cdot {\frac {\sigma _{2}-\sigma _{3}}{\sigma _{1}-\sigma _{3}}}-1=2\cdot {\frac {\sigma _{2}-\sigma _{1}}{\sigma _{1}-\sigma _{3}}}+1=3\cdot {\frac {\sigma _{2}-\sigma _{\mathrm {h} }}{\sigma _{1}-\sigma _{3}}}=3\cdot {\frac {s_{2}}{s_{1}-s_{3}}}=-3\cdot {\frac {s_{1}+s_{3}}{s_{1}-s_{3}}}\,,}
kde {\displaystyle \sigma _{1}\geq \sigma _{2}\geq \sigma _{3}}, respektive {\displaystyle s_{1}\geq s_{2}\geq s_{3}}.
Lodeho parametr bývá někdy také definován odlišně, než jej zavedl Lode:
{\displaystyle \mu ^{*}={\frac {2\sigma _{2}-\sigma _{1}-\sigma _{3}}{\sigma _{3}-\sigma _{1}}}=-1\cdot \mu \,.}

Lodeho deformační parametr bývá definován pomocí hlavních inkrementů plastického přetvoření :
{\displaystyle \nu ={\frac {2\mathrm {d} \varepsilon _{\mathrm {p} ,2}-\mathrm {d} \varepsilon _{\mathrm {p} ,1}-\mathrm {d} \varepsilon _{\mathrm {p} ,3}}{\mathrm {d} \varepsilon _{\mathrm {p} ,1}-\mathrm {d} \varepsilon _{\mathrm {p} ,3}}}\,,}
kde {\displaystyle \mathrm {d} \varepsilon _{\mathrm {p} ,1}\geq \mathrm {d} \varepsilon _{\mathrm {p} ,2}\geq \mathrm {d} \varepsilon _{\mathrm {p} ,3}\,.}

## Historie
Lode v roce 1925 publikoval článek, v němž se zabýval vlivem středního hlavního napětí na okamžitou mez kluzu plávkové oceli. Lode zatěžoval trubkové zkušební vzorky kombinací osového tahu a vnitřního tlaku. Každý vzorek několikrát zatížil a odtížil, přičemž zatížení v každých dvou po sobě jdoucích krocích odpovídalo odlišné hodnotě parametru {\displaystyle \mu }. V několika zátěžných krocích Lode použil pouze osové tahové zatížení ({\displaystyle \mu =-1}). Lode pak sledoval, zdali se liší okamžitá mez kluzu odpovídající kombinovanému zatížení a předpokládaná okamžitá mez kluzu odpovídající tahové napjatosti. Velikost předpokládané okamžité meze kluzu odpovídající tahové napjatosti byla určena pomocí fiktivní tahové křivky vytvořené propojením křivek odpovídajících zátěžným krokům s tahovým zatížením.
Lode zjistil, že poměr zmíněných dvou okamžitých mezí kluzu, charakterizovaných největším hlavním napětí, závisí na parametru {\displaystyle \mu }, přičemž hodnoty tohoto poměru pro {\displaystyle \mu =-1} a {\displaystyle \mu =1} byly takřka totožné, hodnota pro {\displaystyle \mu =0} se lišila o ca 12 procent.
V roce 1926 Lode publikoval rozsáhlejší článek, v němž představil výsledky experimentů se vzorky z niklu, mědi a dalšího typu plávkové oceli. Na základě změřených hodnot poměru rozdílu největšího a nejmenšího hlavního napětí charakterizující okamžitou mez kluzu při kombinovaném namáhání a velikosti předpokládané okamžité meze kluzu odpovídající tahové napjatosti pro různé hodnoty {\displaystyle \mu } Lode posuzoval relevantnost několika hypotéz mezního stavu pružnosti. Jako nevyhovující Lode označil hypotézu mezního stavu pružnosti dle Trescy (hypotéza největšího smykového napětí), Beltramiho-Haighovu hypotézu (hypotéza limitní hustoty deformační energie) a hypotézu Beckerovu (kombinovaná hypotéza největšího smykového napětí a největšího hlavního přetvoření). Výsledkům experimentu podle Lodeho přibližně odpovídala von Misesova hypotéza limitní hustoty energie připadající na změnu tvaru tělesa.
Ve stejném článku Lode dále zavedl parametr {\displaystyle \nu } pro popis střední hlavní rychlosti plastické deformace a parametr {\displaystyle {\overline {\nu }}} pro popis středního hlavního plastického přetvoření. Lode zjišťoval, jaká je závislost mezi parametrem {\displaystyle {\overline {\nu }}} a {\displaystyle \mu }, přičemž pozoroval, že výsledky experimentu lze se srovnatelnou přesností proložit přímkou {\displaystyle {\overline {\nu }}=\mu } či křivkou {\displaystyle {\overline {\nu }}=\mu -0.15\sin(\mu \pi )}. Na základě předpokladu, že stejné závislosti platí i pro {\displaystyle \nu } a {\displaystyle \mu }, Lode došel k závěru, že výsledky jeho experimentů přibližně potvrzují předpoklad Maurice Lévyho o úměrnosti smykových napětí a rychlosti smykové deformace a naopak jsou v rozporu s předpokladem některých prací v oboru teorie plasticity, že když platí {\displaystyle -1<\mu <1}, pak {\displaystyle \nu =0} (např. práce Alfreda Haara a Thedora von Kármána či práce Marcela Brillouina).
Ve svém článku Lode použil pro stanovování meze kluzu metodu zpětné extrapolace, známou též jako Lodeho extrapolační metoda. Mez kluzu se dle této metody stanoví jako průsečík křivky napětí-deformace extrapolované z oblasti odpovídající rozvinuté plastické deformaci směrem k ose napětí a polopřímky odpovídající zatěžování bez rozvoje plastické deformace, tj. zatěžování v elastické oblasti. Tato metoda byla užívána například při studiu chování plochy plasticity při dvojosém zatěžování.
Lodeho prováděl své experimenty na Georg-August-Universität v Göttingenu v rámci své disertační práce, kterou obhájil v roce 1928. Podnět k Lodeho výzkumu dal profesor Arpád Nádai, autor pravděpodobně první monografie zabývající se teorií plasticity.